# 陳蕖
陳蕖（1538年—1606年），字伯含，號應虹，湖廣德安府應城縣人，軍籍，明朝政治人物。

## 生平
湖廣鄉試第八十八名舉人。隆慶二年（1568年）中式戊辰科會試第三百二名，三甲第九十三名進士。初授四川宜宾县知县，擢户科给事中，隆慶六年七月奉差巡视京营，条陈京营七事。万历元年（1573年）升礼科右给事中，二年升户科左。
萬曆二年（1574年）八月，出为山东按察司副使，六年二月升陕西右参政，分守泾原。七年丁母忧归，十一年七月復除山西右参政，十二年八月升陕西按察使，十三年丁父忧，服闕，起复原职，十七年四月升陕西右布政使，十九年三月升四川左布政使。萬曆十九年（1591年）五月，巡抚广西，二十年十月升右副都御史总督两广军务，于两年任内节省旷饷等银多至九万有奇。萬曆二十二年（1594年）九月升南京户部右侍郎、兼右佥都御史、总督粮储，二十六年四月转户部左侍郎。萬曆二十七年四月户部尚书杨俊民数引疾，命侍郎陈蕖署篆，寻升任户部尚书。三十年以久病乞罢，寻令致仕。萬曆三十四年（1606年）卒，三十六年贈太子少保。天啟元年（1621年），追諡“毅敏”。

## 家族
曾祖陳大綸；祖父陳輿，知縣；父陳邦寶，歲貢生，官至四川嘉定州同知。母李氏。具慶下。兄陳莘（南京戶部照磨）、陳芹、陳著、陳薌。弟陳菁、陳萇、陳茗。